# Hacking Team
Hacking Team est une entreprise italienne de sécurité informatique, qui vend des logiciels servant à l'espionnage et à la surveillance, qu'elle décrit elle-même comme « offensifs » . Leur site indique ainsi : « Chez Hacking Team, nous pensons que combattre le crime doit être facile : nous fournissons dans le monde entier une technologie offensive, efficace et simple d’utilisation, à destination des organismes chargés d’appliquer la loi et des services de renseignement. La technologie doit vous rendre plus fort, pas vous entraver ».
Basée à Milan et avec une filiale à Annapolis (États-Unis) et une autre à Singapour, l'entreprise vend des logiciels comme DaVinci, capable d'accéder à distance aux fichiers et aux e-mails chiffrés et de casser les protocoles VoIP (téléphonie sur Internet) — ce logiciel a été vendu notamment au Maroc et aux Émirats arabes unis selon l'organisation Reporters sans frontières . Un virus-espion développé par la firme, OSCC/Crisis, a ainsi été découvert sur le réseau de la plateforme Mamfakinch, née dans le sillage du mouvement du 20 février 2011 au Maroc. Il était capable de prendre des captures d’écran, d'intercepter des conversations par chat, d'enregistrer des conversations par Skype, ou de faire fonctionner le microphone et la webcam . 
Le premier logiciel développé par les programmeurs de Hacking Team était Ettercap. En 2013, la société emploie une quarantaine de personnes dans ses locaux en Italie. Leurs produits sont utilisés par une douzaine de pays dans le monde.

## Historique
En 2013 et 2014, ce sont des journalistes éthiopiens basés aux États-Unis et travaillant pour la chaîne satellitaire ESAT (Ethiopian Satellite Television) qui étaient visés par un programme vendu à Addis-Abbeba par Hacking Team. 

### Piratage de juillet 2015
Le 5 juillet 2015, le compte Twitter de la société est compromis, en même temps que 400 Go de données, incluant des e-mails internes, des factures et du code source sont publiés via BitTorrent.
Selon un document établi par une experte de l'Electronic Frontier Foundation à partir des documents soustraits à la firme Hacking Team, l'entreprise aurait vendu ses services de manière officieuse aux services secrets et au ministère de la défense de l'Arabie saoudite, aux services de renseignement russes, ainsi qu'au ministère de la défense et aux services secrets du Soudan. Les autres clients supposés sont la Turquie, la Thaïlande, les États-Unis, l’Espagne, le Nigeria, l’Australie et de nombreux clients au Mexique,.

### Retrait de licence d'exportation
Le 11 avril 2016, le ministère italien du Commerce annonce avoir retiré à Hacking Team l'autorisation globale qui lui permettait jusque-là de vendre ses produits à l'extérieur de l'Union européenne (UE), sans demander d'autorisation spécifique. Cette décision fait suite à l'assassinat de Giulio Regeni, un étudiant italien torturé à mort au Caire après sa disparition le 25 janvier 2016, l’Égypte faisant partie des pays à régime autoritaire utilisant les produits vendus par Hacking Team. D'autre part, un rapport de l'ONG Derechos Digitales (« Droits numériques ») constate que presque tous les pays d’Amérique latine ont eu recours aux services de Hacking Team : « En pratique, les activités d’espionnage dans ces pays sont disproportionnées et, souvent, dirigées contre des membres de l’opposition, des activistes et des dissidents ».